# NGC 279

NGC 279

NGC 279 هي مجرة تتبع كوكبة قيطس. اكتشفها ويليام هيرشل في 1 أكتوبر 1785.

## روابط خارجية
- NGC 279 على موقع ويكي سكاي: DSS2, SDSS, GALEX, IRAS, Hydrogen α, X-Ray, Astrophoto, Sky Map, Articles and images